# François de la Rochefoucauld
François de la Rochefoucauld (n. 15 septembrie 1613, Paris, Regatul Franței – d. 17 martie 1680, Paris, Franța) a fost un filozof și moralist francez, fin observator al moravurilor și caracterelor, autor al unor "Maxime" (504 la număr).

## Date biografice
François VI, duce de Rochefoucauld, prinț de Marcillac, fiul lui François V (guvernator de Poitou apreciat de Richelieu) s-a născut la Paris. La 15 ani s-a căsătorit cu verișoara sa Mlle de Vivonne, cu care șase ani mai târziu va avea un fiu.

## Opera
- 1662: Memorii (Mémoires), este descrisă epoca Frondelor
- 1664: Cugetări sau sentințe și maxime morale (Réflexions ou sentences et maximes morales), operă de viziune pesimistă, remarcabilă prin acuitatea observației, care a introdus aforismul în literatura franceză.